# Ла-Кинта (Калифорния)
Ла-Кинта (англ. La Quinta) — город в округе Риверсайд в штате Калифорния в Соединённых Штатах Америки.
Согласно данным переписи населения США 2020 года число жителей города 
составляло 37 558 человек, что, для такого небольшого населённого пункта, существенно больше (+ 0.2%), чем было во время предыдущей переписи проводившейся в 2010 году (37 467 человек).

## История
В доколумбову эпоху в этих местах жили коренные американцы из народа кауилла.
Первыми европейским поселенцами в этом районе стали испанские колонисты, которые и дали поселению название «La Quinta» — испанская идиома, буквально означающая «загородная вилла».

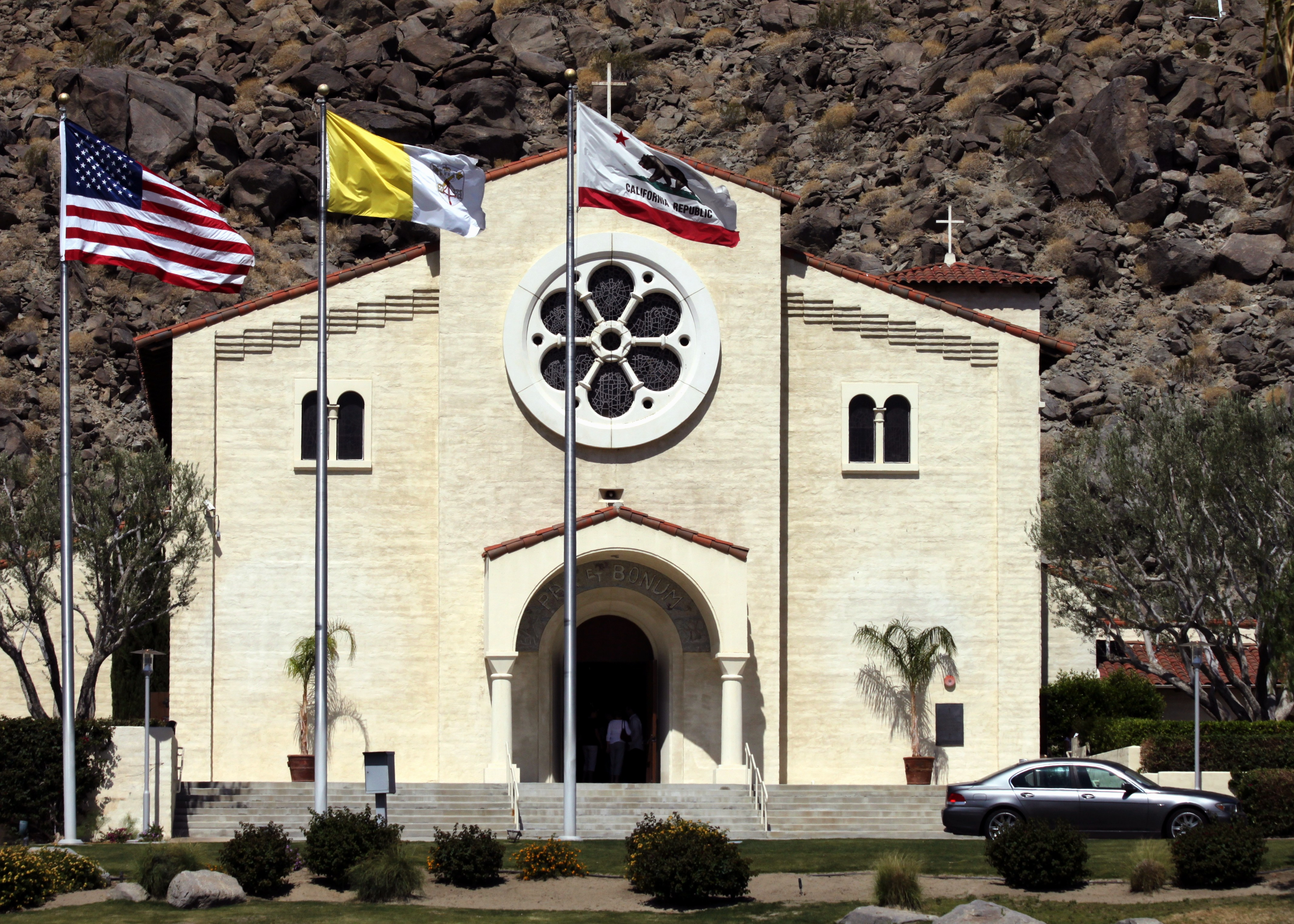
Церковь Святого Франциска Ассизского

В 1926 году Уолтер Морган основал здесь курорт в северной части Маршалл-Коув как уединённое убежище для голливудских знаменитостей и светских людей. На курорте было обустроено первое поле для гольфа в долине Коачелла, которое было очень к месту, так как в близлежащем Индиан-Уэлс отношение количества миллионеров к общему населению выше, чем в любом другом городе США.
Поскольку близлежащие города в пустыне разрослись почти до предела, рост Ла-Кинты резко ускорился к середине 1980-х годов, что привело к ее включению в качестве города в округ Риверсайд в 1982 году. Включение в реестр штата привело к строительному буму; так по переписи 1980 года в городе проживало 4200 человек, а к 1990 году их число возросло до 11 215 человек (+ 237.0%). Высокий темп роста населения сохранялся вплоть до 2010 года.

## География
Расположен на дне долины Коачелла между Индиан-Уэллсом и Индио и является одним из девяти городов долины Коачелла. С трёх сторон город окружён хребтом Санта-Роза. 
Согласно данным Бюро переписи населения США, общая площадь города составляет 35,6 квадратных мили (92 км2), из которых 35,1 квадратных мили (91 км2) — это суша и 0,4 квадратных мили (1,0 км2 или 1,22%) приходится на водную поверхность. 
Высота города над уровнем моря составляет около 56 футов (20 метров).